# 金字形神塔
金字形神塔（英語：ziggurat，苏美尔语：𒅆𒂍𒉪/u6-nir，意思是“建造在一塊高地上”）是古代苏美尔人建造的祭奠神祇的神廟，是苏美尔人神祇崇拜的象徵性建築物。

## 描述
金字形神塔的建造者包括苏美尔人、巴比伦人、埃兰人、阿卡德人和亚述人。每一个金字形神塔都是一个神庙建筑群的一部分。金字形神塔是由公元前第四千年的高台演化而来的。最早的神塔出现在苏美尔早王國時期末期。最近的美索不达米亚神塔是公元前六世纪建造的。
神塔的主要结构是一个矩形、卵形或者正方形的平台，平台由多层构成，自下而上面积逐渐减小。金字形神塔是金字塔结构的建筑物，只是顶部是平坦的。晒制砖构成神塔的内核，而烤制砖构成神塔的表面结构。表面通常被不同颜色的釉所装点，可能具有占星术意义。国王的名字有时候会刻在这些砖头上。层的数量从两层到七层不等。有人假设神塔顶端有神龛，可是没有考古学证据来验证。如果真的有神龛，那么到神龛的通道是一些坡道。美索不达米亚的金字形神塔不是举行崇拜和仪式的公共场所。每个城市都有一座神塔，每座神塔被认为是当地保护神的住所。只有祭司才准登上神塔，或者进入塔的基座附近有屋子，祭司的職责就是好好侍奉好众神。祭司是苏美尔社会中非常有权力的阶层。

## 意义
根据希罗多德，神塔的顶部是一个神龛，可是没有神龛还保留到现在。神塔的一个实际功能是保护祭司逃离洪灾；另一个实际功能是安保功能，由于神龛只能从三个楼梯上去，只需要很少的卫士就可以防止非祭司人员上台观看宗教仪式，比如烹制祭物和燃烧祭牲的尸体。每一个神塔是一个神庙建筑区的一部分，建筑群包括一个院落，一些仓库，一些厕所和一些住宅。城市就建造在这些建筑群的周围。